# 傅融
傅融（德語：Patricia Hildegard Flor，音译：帕特里夏·希尔德加德·弗洛尔，1961年10月19日—），德國外交官，埃朗根-纽伦堡大学哲學博士。现任德国驻华大使，曾任联合国妇女地位委员会主席、德国驻格鲁吉亚大使、欧盟驻日本代表团团长等职务。

## 生平

### 教育背景
1985年至1989年在学习历史、哲学、斯拉夫语言文学及中世纪、东欧历史，获埃朗根-纽伦堡大学文学硕士学位；1989年至1992年，攻读博士学位，研究东欧历史、国民经济学和哲学；1995年获埃朗根-纽伦堡大学哲学博士学位；1995年至1996年，于美国哈佛大学肯尼迪政治学院攻读公共管理硕士学位；2019年，获广岛大学名誉博士学位。

### 新闻工作
在1992年接受高级外交岗位培训、加入德国外交部从事外交工作之前，傅融是一名美国自由职业记者，她亦曾于1981年至1984年接受编辑职业培训。

### 外交生涯
任职驻华大使前，傅融曾在德国驻哈萨克斯坦大使馆、德国常驻联合国代表团工作过，亦曾担任联合国妇女地位委员会主席、德国驻格鲁吉亚大使、德国外交部东欧高加索和中亚事务专员与德国外交部国际秩序、联合国事务和军控司司长、德国联邦政府裁军和军控事务专员、欧盟驻日本代表团团长。其担任驻格鲁吉亚大使期间，时任外交部长弗兰克-瓦尔特·施泰因迈尔访俄，为和平解决俄格战争中的南奥塞梯局势作出了巨大努力。
2022年6月25日，傅融抵华就任德国驻华大使，领衔德国驻华大使馆，接替突然离世的前大使贺岩；同月15日递交国书副本，2023年4月24日递交国书。